# Duarte Marques
Duarte Filipe Baptista de Matos Marques (Mação, 9 de Maio de 1981) é um político e consultor português e militante do Partido Social Democrata. Foi deputado à Assembleia da República entre 2011 e 2022. Exerceu o cargo de Presidente da Comissão Política Nacional da Juventude Social Democrata de novembro de 2010 a dezembro de 2012.